# Jacopo Durandi

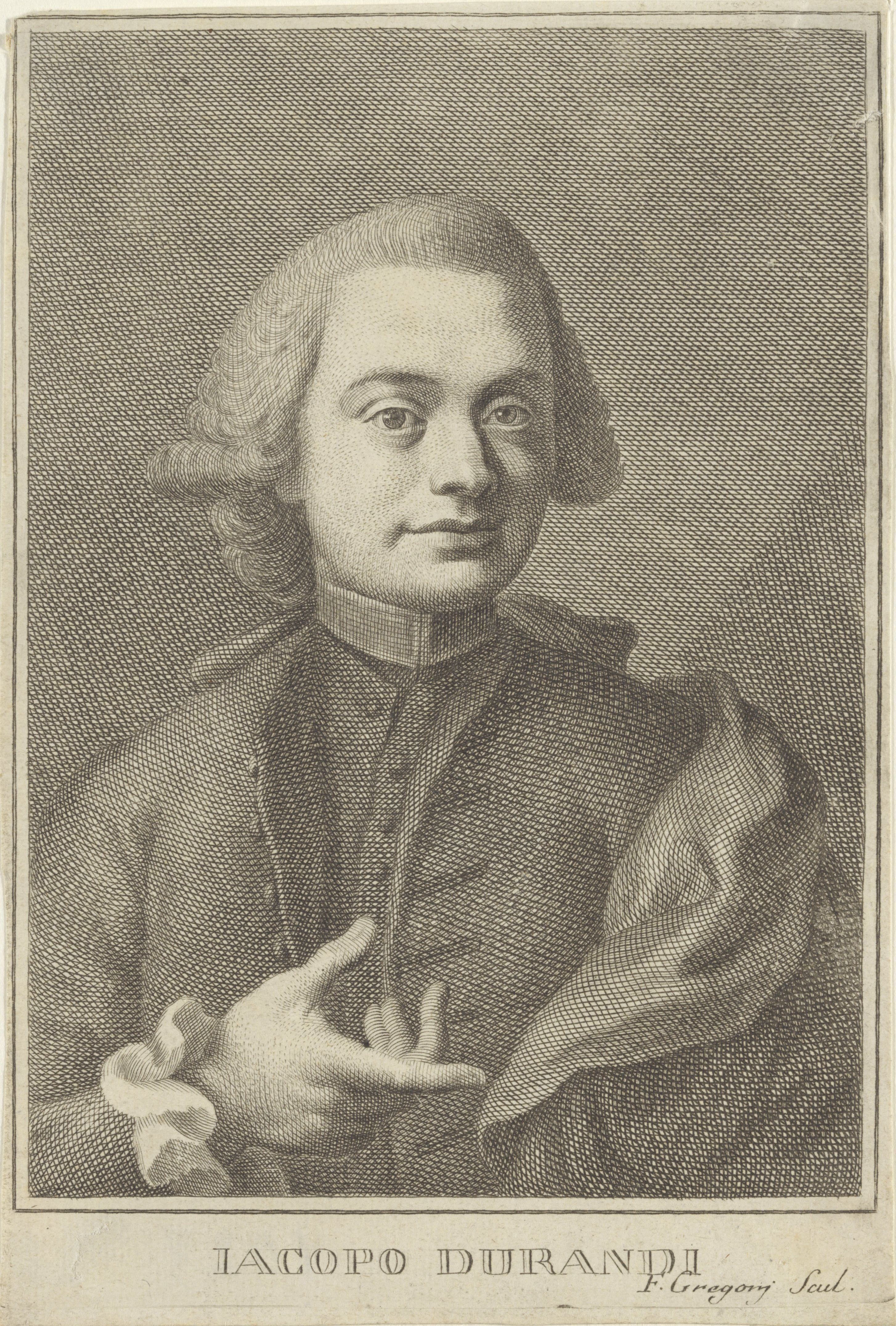
Jacopo Durandi

Jacopo Durandi, född 1737, död 1817, var en italiensk poet.
Durandi har bland annat skrivit textböckerna till operorna Armida, tonsatt av Pasquale Anfossi, Antonio Sacchini och Joseph Haydn, samt Annibale in Torino, tonsatt av Giovanni Paisiello och Niccolò Antonio Zingarelli. Hans Opere drammatiche utgavs 1766 i 4 band.